# Morti nel 1976/Febbraio
| Questa pagina contiene informazioni ricavate automaticamente dalle voci biografiche con l'ausilio del template Bio e di un bot. L'aggiornamento è periodico e automatico e ricostruisce completamente la pagina. Se manca una persona in questa lista, sei pregato di non aggiungerla, ma accertati piuttosto che la sua voce biografica contenga il template Bio e che i dati anagrafici siano correttamente compilati. Se il template Bio manca, inseriscilo tu stesso o, in alternativa, metti l'avviso {{tmp\|Bio}} che ne segnala la mancanza. Se i dati riportati sono sbagliati, correggi direttamente la voce biografica; le modifiche saranno visibili in questa lista entro pochi giorni. Per chiarimenti vedi il progetto biografie. La lista contiene solo le 89 persone che sono citate nell'enciclopedia e per le quali è stato implementato correttamente il template Bio. Pagina aggiornata al 3 mar 2024. |

- 1º febbraio - Werner Karl Heisenberg, fisico tedesco (n. 1901)
- 1º febbraio - Robert Martin, scrittore statunitense (n. 1908)
- 1º febbraio - Hans Richter, regista, pittore e scrittore tedesco (n. 1888)
- 1º febbraio - George Hoyt Whipple, medico e biochimico statunitense (n. 1878)
- 4 febbraio - Augusta Bertha Wagner, scrittrice, educatrice e missionaria statunitense (n. 1895)
- 4 febbraio - Fernando Cavallini, schermidore italiano (n. 1893)
- 4 febbraio - Blažo Jovanović, politico e partigiano jugoslavo (n. 1907)
- 4 febbraio - Roger Livesey, attore britannico (n. 1906)
- 5 febbraio - Ethel Shutta, attrice e cantante statunitense (n. 1896)
- 5 febbraio - Adolph Wold, calciatore norvegese (n. 1892)
- 6 febbraio - Jan van Breda Kolff, calciatore olandese (n. 1894)
- 6 febbraio - Ritwik Ghatak, regista e scrittore indiano (n. 1925)
- 6 febbraio - Vince Guaraldi, compositore, pianista e musicista statunitense (n. 1928)
- 7 febbraio - Tino Ausenda, ciclista su strada italiano (n. 1919)
- 7 febbraio - Rezső Emődi, calciatore ungherese (n. 1903)
- 7 febbraio - Edward Flynn, pugile statunitense (n. 1909)
- 7 febbraio - William Greggan, tiratore di fune britannico (n. 1882)
- 7 febbraio - Knud Kirkeløkke, ginnasta danese (n. 1892)
- 7 febbraio - Ketty La Rocca, artista italiana (n. 1938)
- 8 febbraio - Albert Balink, regista e giornalista olandese (n. 1906)
- 8 febbraio - Athos Rogero Natali, pittore, scenografo e attore italiano (n. 1881)
- 8 febbraio - Anna di Sassonia, principessa (n. 1903)
- 8 febbraio - Ennio Zelioli-Lanzini, avvocato e politico italiano (n. 1899)
- 9 febbraio - Giustino De Cecco, politico italiano (n. 1911)
- 9 febbraio - Percy Faith, musicista, direttore d'orchestra e compositore canadese (n. 1908)
- 10 febbraio - Anthony Armstrong, scrittore canadese (n. 1897)
- 10 febbraio - Chung Kook-chin, allenatore di calcio e calciatore sudcoreano (n. 1917)
- 11 febbraio - Joseph Barboza, mafioso statunitense (n. 1932)
- 11 febbraio - Lee J. Cobb, attore statunitense (n. 1911)
- 11 febbraio - Alexander Lippisch, ingegnere tedesco (n. 1894)
- 11 febbraio - Fortunato Misiano, produttore cinematografico italiano (n. 1899)
- 12 febbraio - Luigi Bagnolati, politico italiano (n. 1892)
- 12 febbraio - Sal Mineo, attore statunitense (n. 1939)
- 12 febbraio - Proinsias Stagg, attivista irlandese (n. 1942)
- 13 febbraio - William Herald, nuotatore australiano (n. 1900)
- 13 febbraio - John Lounsbery, disegnatore, regista e animatore statunitense (n. 1911)
- 13 febbraio - Murtala Mohammed, politico e generale nigeriano (n. 1938)
- 13 febbraio - Lily Pons, soprano francese (n. 1898)
- 13 febbraio - Paul Russo, pilota automobilistico statunitense (n. 1914)
- 14 febbraio - Guido Ferro, ingegnere italiano (n. 1898)
- 14 febbraio - Paul René Gauguin, pittore e scultore norvegese (n. 1911)
- 14 febbraio - Alberto Mondadori, editore, giornalista e scrittore italiano (n. 1914)
- 14 febbraio - Piero Scotti, pilota automobilistico italiano (n. 1909)
- 15 febbraio - Jean-Pierre Augert, sciatore alpino francese (n. 1946)
- 15 febbraio - Giuseppina Panzica, patriota italiana (n. 1905)
- 16 febbraio - Torkild Garp, ginnasta danese (n. 1883)
- 16 febbraio - Mazzino Merlini, calciatore italiano (n. 1900)
- 16 febbraio - Manuel Olivares, calciatore e allenatore di calcio spagnolo (n. 1909)
- 16 febbraio - Giovanni Battista Podestà, artista italiano (n. 1895)
- 17 febbraio - Clementina Arderiu, poetessa spagnola (n. 1889)
- 17 febbraio - Matthias Kaburek, allenatore di calcio e calciatore austriaco (n. 1911)
- 17 febbraio - Tommy Law, calciatore scozzese (n. 1908)
- 17 febbraio - Jean Servais, attore belga (n. 1912)
- 17 febbraio - Francesco Zagar, astronomo e matematico italiano (n. 1900)
- 18 febbraio - Claude E. Carpenter, scenografo statunitense (n. 1904)
- 18 febbraio - Eddie Dowling, attore, produttore teatrale e scrittore statunitense (n. 1889)
- 18 febbraio - Joseph Henabery, regista, attore e sceneggiatore statunitense (n. 1888)
- 18 febbraio - Luigi Micheluzzi, alpinista italiano (n. 1900)
- 19 febbraio - Giuseppe Biondi, calciatore italiano (n. 1907)
- 19 febbraio - Lev Il'ič Lošinskij, compositore di scacchi sovietico (n. 1913)
- 19 febbraio - Lawrence Shields, mezzofondista statunitense (n. 1895)
- 19 febbraio - Frank Sullivan, scrittore statunitense (n. 1892)
- 20 febbraio - René Cassin, giurista, magistrato e diplomatico francese (n. 1887)
- 20 febbraio - Michele Galli, politico italiano (n. 1900)
- 20 febbraio - Paola Riccora, commediografa italiana (n. 1884)
- 20 febbraio - Armando Scarpino, politico italiano (n. 1922)
- 20 febbraio - Tsai Bon-hwa, cestista e allenatore di pallacanestro taiwanese (n. 1920)
- 21 febbraio - Jimmy Brady, nuotatore e pallanuotista irlandese (n. 1901)
- 22 febbraio - Angela Baddeley, attrice inglese (n. 1904)
- 22 febbraio - Florence Ballard, cantante statunitense (n. 1943)
- 22 febbraio - Michael Polanyi, filosofo, economista e chimico ungherese (n. 1891)
- 23 febbraio - Renato Grasselli, calciatore italiano (n. 1894)
- 23 febbraio - Fuzzy Knight, attore statunitense (n. 1901)
- 23 febbraio - L. S. Lowry, pittore britannico (n. 1887)
- 25 febbraio - Paul May, regista, sceneggiatore e produttore cinematografico tedesco (n. 1909)
- 25 febbraio - Tarquinia Tarquini, soprano italiano (n. 1882)
- 25 febbraio - Gino Vandelli, calciatore italiano (n. 1902)
- 26 febbraio - Efrem Forni, cardinale italiano (n. 1889)
- 26 febbraio - Frieda Inescort, attrice scozzese (n. 1901)
- 27 febbraio - Kálmán Kalocsay, esperantista, poeta e traduttore ungherese (n. 1891)
- 27 febbraio - Giulio Razzi, compositore e direttore d'orchestra italiano (n. 1904)
- 27 febbraio - Marcia Snyder, fumettista statunitense (n. 1907)
- 28 febbraio - Antonio De Miguel, calciatore argentino (n. 1899)
- 28 febbraio - Väinö Penttala, lottatore finlandese (n. 1897)
- 28 febbraio - Thomas Roberts, arcivescovo cattolico britannico (n. 1893)
- 28 febbraio - Zofia Stryjeńska, pittrice, illustratrice e scenografa polacca (n. 1891)
- 28 febbraio - Jozéf Wittlin, scrittore polacco (n. 1896)
- 29 febbraio - Thomas Lance, pistard britannico (n. 1891)
- 29 febbraio - Izaak Opatowski, ingegnere e matematico polacco (n. 1905)